# Kamienica przy Rynku 16 w Radomiu
Dom przy Rynku 16 w Radomiu – zabytkowa klasycystyczna kamienica z przełomu XVIII/XIX w., położona w Radomiu na rogu Rynku i ul. Rwańskiej.
Kamienica została zbudowana na przełomie XVIII i XIX w. na fundamentach z XVII w. sklepionych kolebkowo (Gminny Program Opieki nad Zabytkami podaje czas powstania na koniec XVIII w. i lata 1817–1830). Od frontu budynku znajduje się ryzalit z balkonem, zaś w osi budynku długa sklepiona sień. Kamienica posiada też oficynę. W materiałach budynek jest określany zarówno jako „dom”, jak i „kamienica”.
Obiekt wpisany jest do rejestru zabytków Narodowego Instytutu Dziedzictwa pod numerami 763 z 5.05.1972 oraz 419/A/90 z 14.02.1990. Znajduje się też w gminnej ewidencji zabytków miasta Radomia. Program Rewitalizacji Gminy Miasta Radomia na lata 2014–2023 przewiduje adaptację kamienicy na cele mieszkalne, gospodarcze (inkubator przedsiębiorczości) i społeczno-edukacyjne (żłobek i przedszkole).

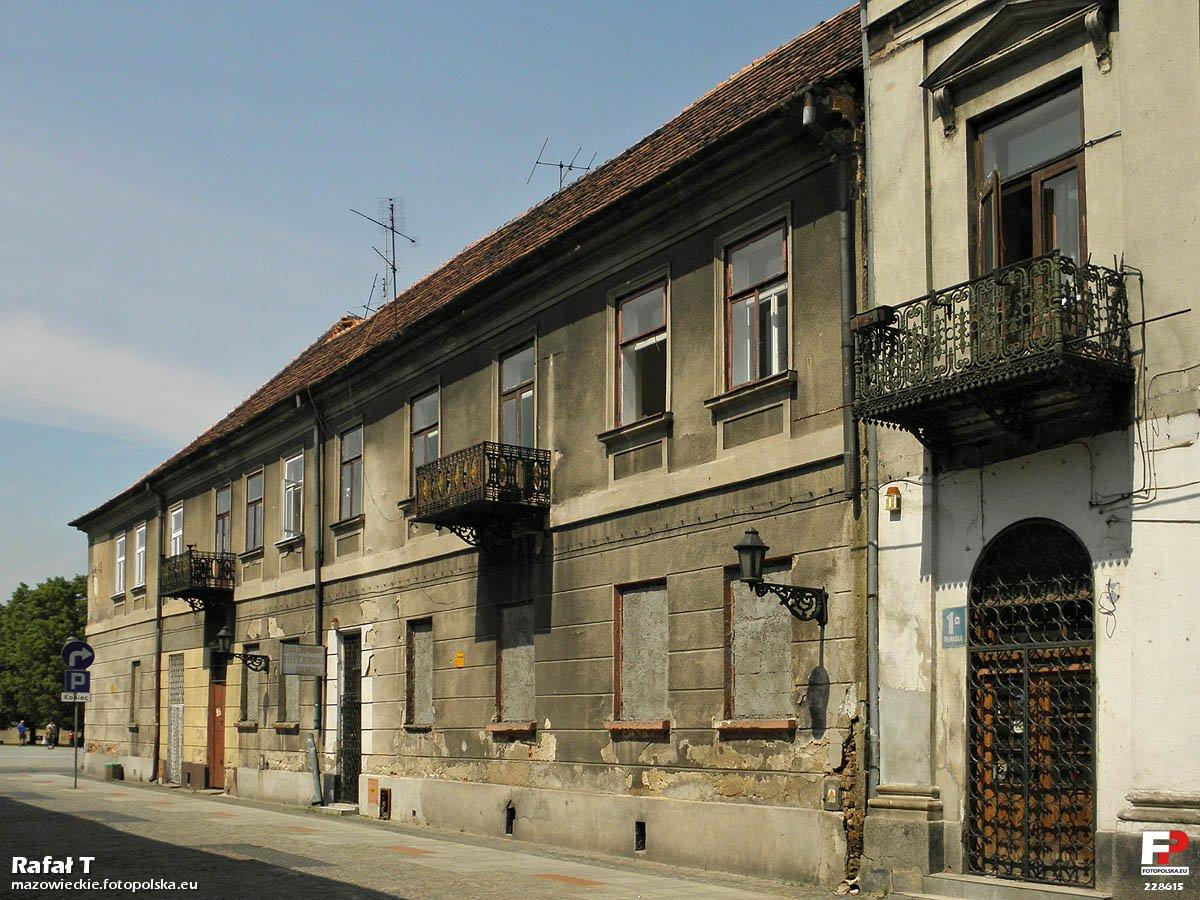
Widok od ul. Rwańskiej (2011)
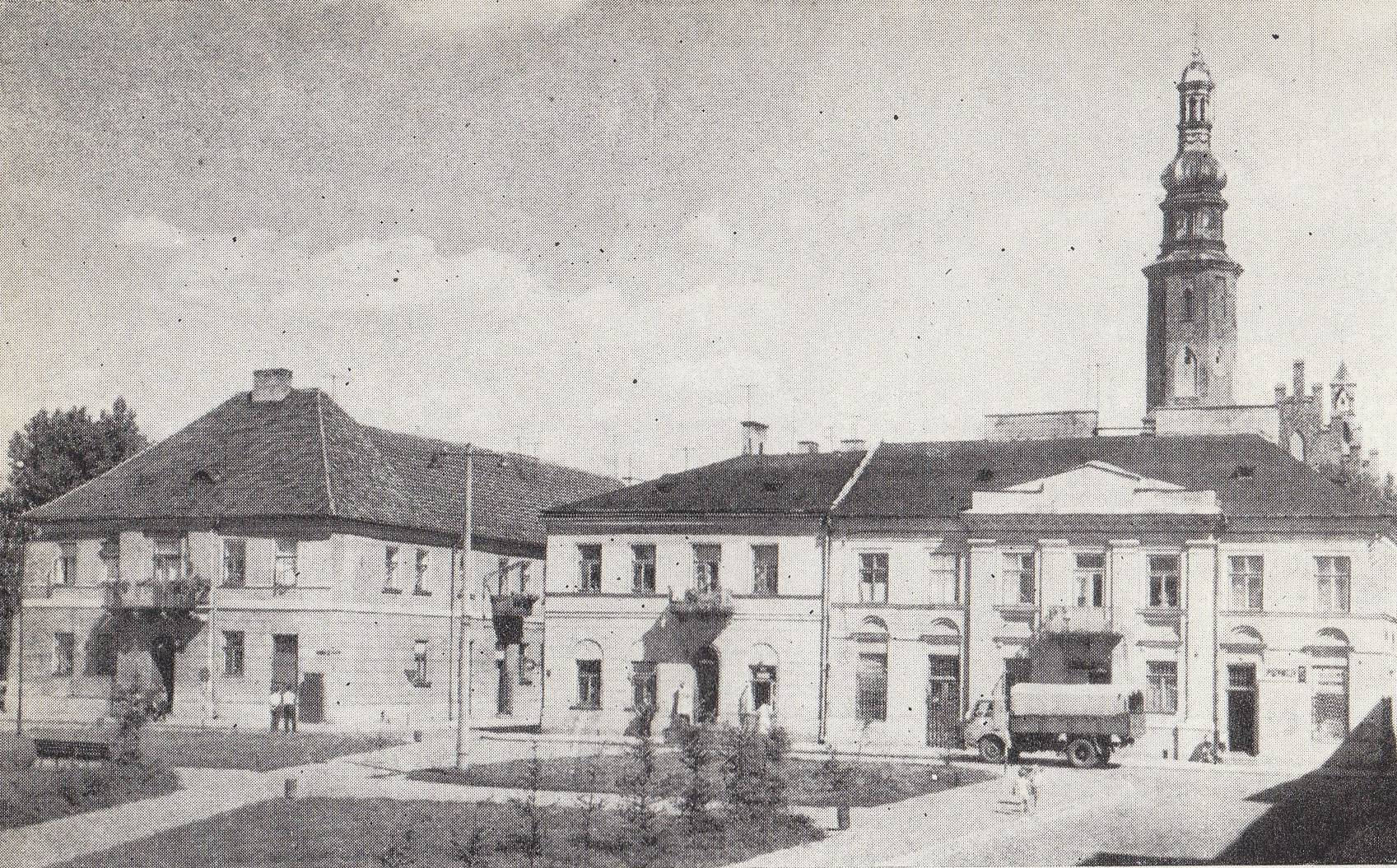
Panorama z kamienicą przy Rynku 16 po lewej (1975)